# 自力本願
『自力本願』（じりきほんがん）は、日本のロックバンドNon Stop Rabbitの1枚目のミニアルバムである。2019年2月19日発売。発売元はStudio Cubic Records。

## 背景とリリース
前作『全A面』から約半年ぶりのリリースで、Non Stop Rabbit初のミニアルバムである。ジャケットデザインは田口達也。
| 対象店舗               | 特典内容                         |
| ---------------------- | -------------------------------- |
| タワーレコード         | B2サイズポスター                 |
| 各ライブハウス会場物販 | 直筆サイン入りアナザージャケット |

## ミュージック・ビデオ
アンリズミックアンチ
監督：田口達也 
同じ事務所に所属する8467(やしろなな)が出演している。2019年2月9日にYouTubeで公開された。
乱気流
監督：田口達也
面白いミュージックビデオにしたいということから「100万円プレゼント企画」と題し、ファン10人に10万円ずつ配り面白い事をしてもらうミュージックビデオとなった。那須大亮、シイナナルミなどの芸能人やYouTuberと一般人の方々が出演した。2019年3月2日にYouTubeで公開された。
イニシアチブ
監督：田口達也
荒野行動のテーマソングに起用されていることから、荒野で撮影されている。 2018年11月30日にNon Stop Rabbitのバラエティチャンネルにて公開された。2021年1月現在、この楽曲のみがバラエティチャンネルに投稿されている。
君と最後に選ぶ言葉
監督：田口達也
田口達也の専門学校時代の後輩である俳優の上本真央と撮影当時所属事務所の後輩グループなんきんペッパーのメンバーだった反田葉月が出演。2019年2月16日にYouTubeで公開された。

## 収録内容
| 全作曲: 田口達也、全編曲: 鈴木Daichi秀行。 |                                |                     |            |      |
| #                                          | タイトル                       | 作詞                | 作曲・編曲 | 時間 |
| 1.                                         | 「アンリズミックアンチ」       | 田口達也            | 田口達也   | 3:09 |
| 2.                                         | 「乱気流」                     | 田口達也 / 矢野晴人 | 田口達也   | 4:01 |
| 3.                                         | 「犬のおまわりさん」           | 田口達也 / 矢野晴人 | 田口達也   | 4:06 |
| 4.                                         | 「イニシアチブ」               | 田口達也            | 田口達也   | 3:21 |
| 5.                                         | 「たまに死にたくもなるでしょ」 | 田口達也 / 矢野晴人 | 田口達也   | 3:13 |
| 6.                                         | 「一二三」                     | 田口達也 / 矢野晴人 | 田口達也   | 3:08 |
| 7.                                         | 「君と最後に選ぶ言葉」         | 田口達也            | 田口達也   | 3:48 |
| 合計時間:                                  | 合計時間:                      | 合計時間:           | 24:46      |      |

## 楽曲解説
アンリズミックアンチ
アルバムのリード曲。アルバム発売後に『ゴッドタン』のエンディングテーマに起用された。
乱気流
ゆとり世代の葛藤について歌った楽曲。かつて会場限定で発売されたデモシングル『さよならの魔法』にカップリング曲としてデモ音源が収録されていた。
田口達也は「これは、『全A面』 に入れたかった曲。 インディーズでやってるときにメジャーレーベルの人が観に来てこの曲を聴いたときに『あぁ、B面の曲だね』って言われたことで、インディーズ 1stアルバムを『全A面』にしようって決めたくらいの大きなきっかけになった1曲で、 すごくあたためて来た特別な曲」と語っている。
犬のおまわりさん
前作の『全A面』収録曲「いけないんだ、いけないんだ」に続く第2弾の童謡アレンジ選手権にて製作された楽曲。
歌詞は童謡「犬のおまわりさん」に出てくる迷子の猫目線で書かれている。
イニシアチブ
荒野行動のテーマソングに起用されていることから、楽曲の歌詞にも荒野行動の英語名である「Knives Out」が含まれている。
カラオケで歌いやすいようにとキーが低めになっている。
たまに死にたくもなるでしょ
デモ音源「たまに死にたくもなるでしょ？」の再アレンジバージョンであり、かつては映画『霊眼探偵カルテット』挿入歌となっていた。
歌詞に登場する「あの日のキャベツ」は居酒屋チェーン・鳥貴族のお通しのキャベツ。
一二三
前作『全A面』に収録されている「夏の終わり」のアンサーソング。
君と最後に選ぶ言葉
田口の実際の失恋がモチーフとなっているバラード曲。

## タイアップ
| 年     | 楽曲                 | タイアップ                                                      |
| ------ | -------------------- | --------------------------------------------------------------- |
| 2019年 | アンリズミックアンチ | テレビ東京系バラエティ番組『ゴッドタン』3月度エンディングテーマ |
| 2019年 | イニシアチブ         | コンピュータゲーム『荒野行動』東京決戦配信記念公式テーマソング  |

## クレジット
Non Stop Rabbit
矢野晴人 (Vo & Ba) / 田口達也 (Gt & Cho) / 太我 (Dr)
レコーディング
Produced & Arranged by 鈴木Daichi秀行
Recorded & Mixed & Mastered by 鈴木Daichi秀行 & 木村信章
Recorded & Mixed & Mastered at STUDIO CUBIC
アートワーク
Illustrated : 田口達也
Design : 田口達也

## ツアー
本作品の発売を記念したフリーライブツアー「全国をフリーで回んねん、なまら楽しみにしとるばい、友達よーけ連れて遊びにおいでツアー」が5会場8公演で開催された。ファイナルの東京公演は「全国をフリーで回んねん、なまら楽しみにしとるばい、友達よーけ連れて遊びにおいでツアー ファイナル」のタイトルで有料で開催された。
| 日程              | 開場/開演   | 都道府県 | 会場                     |
| ----------------- | ----------- | -------- | ------------------------ |
| 2019年2月23日(土) | 17:30/18:00 | 愛知県   | 愛知RAD Hall             |
| 2019年2月23日(土) | 19:45/20:15 | 愛知県   | 愛知RAD Hall             |
| 2019年2月24日(日) | 17:30/18:00 | 大阪府   | 大阪MUSE                 |
| 2019年2月24日(日) | 19:45/20:15 | 大阪府   | 大阪MUSE                 |
| 2019年3月3日(日)  | 14:00/14:30 | 北海道   | 北海道cube garden        |
| 2019年3月10日(日) | 14:00/14:30 | 福岡県   | 福岡INSA                 |
| 2019年3月10日(日) | 16:15/16:45 | 福岡県   | 福岡INSA                 |
| 2019年3月31日(土) | 16:00/17:00 | 東京都   | 品川プリンスステラボール |